# Новогреднево
Новогреднево (укр. Новогреднєве) — село в Калиновской поселковой общине Бериславского района Херсонской области Украины.
Почтовый индекс — 74130. Телефонный код — 5532. Код КОАТУУ — 6520980505.

## Население
Население по переписи 2001 года составляло 215 человек.

### Языковой состав
Родной язык населения по данным переписи 2001 года:
| Язык       | Численность, чел. | Доля     |
| ---------- | ----------------- | -------- |
| Украинский | 210               | 97,67 %  |
| Русский    | 4                 | 1,86 %   |
| Другое     | 1                 | 0,47 %   |
| Итого      | 215               | 100,00 % |

## Местный совет
74130, Херсонская обл., Великоалександровский р-н, с. Благодатовка, ул. Ленина, 46